# So Alone
So Alone é um álbum solo de Johnny Thunders, um guitarrista estadunidense. O álbum foi lançado em 1978. Após a gravação do álbum L.A.M.F. (com o The Heartbreakers), Johnny Thunders retornou ao estúdio e gravou o seu primeiro álbum solo, So Alone.
Esse álbum trouxe Walter Lure e Billy Rath, ambos ex-guitarristas do Heartbreakers, e trouxe também diversos músicos conhecidos, tais como Chrissie Hynde, Phil Lynott, Steve Marriott, Peter Perrett, e dois membros do Sex Pistols, o guitarrista Steve Jones e o baterista Paul Cook.
A Trouser Press afirmou que esse álbum era "Johnny Thunders em seu melhor."

## Faixas
Todas as músicas foram escritas por Johnny Thunders, exceto onde notado.

### Lado Um
1. "Pipeline" (Bob Spickard, Brian Carman)
2. "You Can't Put Your Arms Around a Memory" (listada como "You Can't Put Your Arms Round a Memory")
3. "Great Big Kiss" (Catside, Parsons)
4. "Ask Me No Questions"
5. "Leave Me Alone"

### Lado Dois
1. "Daddy Rollin' Stone" (Otis Blackwell)
2. "London Boys" (Billy Rath, Walter Lure, Thunders)
3. "(She's So) Untouchable"
4. "Subway Train" (Thunders, David Johansen)
5. "Downtown" (Thunders, Johansen)

## Faixas bônus do relançamento em CD
- Faixas incluídas no relançamento de 1992:

1. "Dead or Alive"
2. "Hurtin'" (Henri Paul, Thunders)
3. "So Alone"
4. "The Wizard" (Marc Bolan)

## Músicos
- Johnny Thunders - Guitarra, vocal, produtor
- Paul Cook - Bateria
- John "Irish" Earle - Saxofone
- Paul Gray - Baixo, bateria
- Chrissie Hynde - Vocal em "Subway Train"
- Steve Jones - Guitarra
- Koulla Kakoulli - Vocal
- Mike Kellie - Bateria
- Steve Lillywhite - Piano, teclado, produtor, engenheiro de som
- Walter Lure - Guitarra
- Phil Lynott - Baixo, vocal
- Steve Marriott - Gaita, piano, teclado, vocal em "Daddy Rollin' Stone"
- Joe McEwan - Produtor
- Steve Nicol - Bateria
- Patti Palladin - Vocal
- Henri Paul - Guitarra
- Peter Perrett - Guitarra, vocal
- Billy Rath - Baixo
- Peter Gravelle - Fotografia
- Molly Reeve-Morrison - Coordenador do projeto
- Lee Herschberg - Remasterização
- Ira Robbins - Produtor, notas
- Bill Smith - Direção de arte, design